# Radisson Hotel Group
Die Radisson Hotel Group (vorher Carlson Rezidor Hotel Group) ist eine große, international agierende Hotelkette. Sie betreibt die Hotels unter den Radisson-Marken in Europa, Afrika, Asien und Ozeanien.

## Geschichte
Im Jahr 1994 wurde das Unternehmen unter dem Namen SAS International Hotels gegründet. Es verfügte über 29 Häuser in Europa, die von der Muttergesellschaft SAS in das Unternehmen eingebracht wurden.
Das Geschäftsjahr 2000 schloss die SAS International Hotels mit einem Umsatz von 371 Millionen Euro in, eigenen oder gepachteten, 146 Hotels ab. Hierbei wurde ein Gewinn von 68 Millionen Euro erzielt. Am 1. November 2000 wurde die Marke Malmaison mit fünf Hotels in Großbritannien übernommen.
Die am 1. Oktober 2001 in Rezidor SAS Hospitality umbenannte SAS International Hotels betrieb 160 Hotels in 38 Ländern unter den Marken Radisson SAS Hotels & Resorts sowie Malmaison. Die Hotels erzielten dabei einen Umsatz von 379 Millionen Euro, der Gewinn belief sich auf 22 Millionen Euro. Durch die Terroranschläge am 11. September 2001 wurden die Erlöse in den Großstädten stärker in Mitleidenschaft gezogen als in Mittelstädten, besonders stark betroffen waren Hotels mit großer US-amerikanischer Kundschaft.
Das erste komplette Geschäftsjahr 2002 unter dem neuen Namen Rezidor SAS Hospitality schloss die Gruppe mit einem Umsatzzuwachs auf 390 Millionen Euro ab. Die Anzahl der von der Gruppe betriebenen Hotels stieg auf 184. Zusätzlich zu den beiden eigenen Marken vereinbarte die Gruppe mit der Carlson Hotels Worldwide eine Lizenzvereinbarung, mit einer Laufzeit über dreißig Jahre, für die Marken Regent, Country Inn und Park Inn. Die beiden Marken Country Inn und Park Inn sind im mittleren Preissegment angesiedelt, während die Marke Regent für gehobene Hotellerie steht.
Im August 2003 teilte Rezidor SAS Hospitality mit, die von McDonald’s im Jahr 2001 in der Schweiz eingeführte Hotelmarke Golden Arch Hotels zu übernehmen. Dies bedeutete zugleich den kompletten Rückzug von McDonald’s aus dem Hotelmarkt. Die beiden Hotels wurden in die Hotelmarke Park Inn eingegliedert. Auch wurde ein Kundenbindungsprogramm bei Rezidor SAS Hospitality eingeführt.
Das Markenportfolio in Europa wurde 2004 um die Marke Country Inn bereinigt. Die unter dieser Marke agierenden Häuser wurden auf Park Inn umgestellt.
Im Jahr 2005 teilten Rezidor SAS Hospitality und die Carlson Companies mit, dass sich Carlson Companies mit 25 Prozent an dem Hotelunternehmen beteiligen wird. Im Gegenzug wurden die Markenlizenzen bis zum Jahr 2052 verlängert. Zum Zeitpunkt der Bekanntgabe verfügte Rezidor SAS Hospitality über 245 Häuser in 47 Ländern. Ebenfalls wurde im Jahr 2005 das Kundenbindungsprogramm, zu diesem Zeitpunkt verfügten über 100.000 Kunden über eine Kundenkarte, einer Überarbeitung unterzogen und unter dem Namen goldpoints plus eingeführt.
Nach dem Börsengang 2006 erhöhte die Carlson Companies ihren Anteil auf 35 Prozent. Mit 279 Hotels in 47 Ländern, überwiegend im EMEA-Wirtschaftsraum, und 21000 Beschäftigten gehörte das Unternehmen 2006 zu den größten Hotelketten.
Im März 2016 übernahm die Rezidor Hotel Group 49 % an der vom Hotelier Marco Nussbaum gegründeten Economy-Hotelkette prizeotel im Wert von 14,7 Millionen Euro und gab somit den Einstieg ins Economy-Segment bekannt. Nachdem prizeotel im April 2019 das Lizenzabkommen gekündigt hatte, wurde die Marke prizeotel nicht mehr auf den Kanälen von Radisson erwähnt. Im Oktober 2019 kündigte Radisson jedoch an, prizeotel komplett übernehmen zu wollen. Die Übernahme wurde zum 2. Januar 2020 vollzogen. 2024 wurde die Marke in Prize by Radisson umbenannt.
Im Februar 2018 gab die Gruppe die Umbenennung in Radisson Hotel Group im Außenauftritt an Gäste und Kunden bekannt. Das Kundenbindungsprogramm wird unter dem Namen Radisson Rewards geführt (vormals Club Carlson).
Ende 2018 wurde die Radisson Hotel Group von einem Konsortium aus dem chinesischen Tourismus- und Hotelkonzern Jin Jiang International und der Private-Equity-Gesellschaft SINO-CEEF übernommen.
Im August 2022 wurden die Radisson Hotels Americas, insgesamt 624 Hotels in Nord- und Südamerika, sowie die Markenrechte für die Region von der Radisson Hotel Group für rund 675 Millionen US-Dollar von Choice Hotels International übernommen.

## Hotelmarken

### Aktuelle Marken
Die von der Radisson Hotel Group betriebenen Hotels treten unter folgenden Marken auf.
- Radisson Collection
- Radisson Blu
- Radisson
- Radisson RED
- Radisson Individuals
- Radisson Individuals Retreats (nur in Indien)
- Park Plaza
- Art’otel[21] (nur in Europa)
- Park Inn by Radisson
- Park Inn & Suites by Radisson[22] (nur in Indien)
- Country Inn & Suites by Radisson (nur in Indien)
- Prize by Radisson (nur in Europa)

Das Markenportfolio der Choice Hotels International in Nord- und Südamerika unterscheidet sich hiervon leicht.

### Ehemalige Marken
- Malmaison
- Regent
- Cerruti
- Hotel Missoni
- Quorvus Collection (2018 umbenannt zu Radisson Collection)